# 原田さとみ
原田 さとみ（はらだ さとみ、本名：原田 有紀枝（はらだ ゆきえ）、1967年1月7日 - ）は、愛知県大府市出身の元ローカルタレント、NPO法人フェアトレード名古屋ネットワーク代表理事。血液型A型、身長160cm 。

## 来歴
愛知県立横須賀高等学校から椙山女学園大学短期大学部文学科卒業。1987年の20歳でモデルを始め、短大卒業後はOLとして就職するが1年で退職。2010年7月に32歳で起業するまで、セントラルジャパン（旧・名古屋セントラルファッション）に所属した。
中京テレビの深夜テレビ番組『ラジオDEごめん』に嘉門タツオ（当時嘉門達夫）のアシスタントとして出演したのをきっかけに、番組の企画で嘉門とデュエット曲CDを出し、全国ネットで放送された嘉門のCD宣伝特番で司会を務めた。『ラジごめII金曜日の王様』出演期には、久屋大通公園ロサンゼルス広場で「パリの古着屋さん」という古着販売個人イベントも主催した。
1995年3月に結婚。1997年3月から12月のパリ滞在後、1999年8月に名古屋市中区栄3丁目の長屋通りに、ヨーロッパの輸入品とオリジナルブランドのセレクトショップ「ペネロープ・パリ・ペティヨン」をオープンし、第一子出産のために2000年からタレント休業。2005年4月にタレント業を再開してからは、ストリートファッションショーやオープンカフェイベントの企画、育児雑誌での連載、在名のNPO法人や独立行政法人主催の講演に参加。
チョコレートの原料生産に携わる発展途上国の子供たちに関する新聞記事を目にして以来、フェアトレードについて考えるようになる。実妹とともに10年間経営したペネロープ・パリ・ペティヨンを2009年7月閉店。その後、フェアトレードの推進とエシカルファッションの提案をコンセプトとする新たなセレクトショップを立ち上げるため、2010年7月に株式会社エシカル・ペネロープ設立。2011年4月、名古屋テレビ塔1階に「エシカル・ペネロープ TV TOWER」オープン、同年11月ナディアパークデザインセンタービル4階に2号店「エシカル・ペネロープ・ナディア」オープン。ナディア店は2012年11月まで、テレビ塔店は2018年12月まで営業した。閉店後も、会社としてはフェアトレードとエシカルの推進活動を続ける旨を公表した。

## 出演

### テレビ
- ラジオDEごめん（1988年 - 1991年、中京テレビ）
- ラジごめII金曜日の王様（1991年 - 1993年、中京テレビ）
- 嘉門達夫 TV SPECIAL 天賦の才能（1991年12月26日、中京テレビ）
- 24時間テレビ 「愛は地球を救う」（1992年8月29日、日本テレビ系列局合同） - 中京テレビローカルパートに出演。
- 春一番！東海三県豪華温泉対決 初夢・湯めぐり・味グルメ（1993年1月9日、中京テレビ） - 九十九一とともにリポーターを担当。
- ミックスパイください（1993年 - 1995年、CBCテレビ）
- ラジごめIIIホンジャマカ共和国（1993年9月10日・1994年12月24日、中京テレビ） - ラジごめスペシャルの回にゲストで出演。
- 嘉門達夫元旦スペシャル 娯楽の殿堂だっ！（1995年1月1日、読売テレビ）
- 今池ZAP!（1995年、中京テレビ）
- ぴーかんテレビ（2006年 - 2008年、東海テレビ）
- 3時のつボッ!（2010年、テレビ愛知）
- 嘉門達夫の番宣deごめん（2012年11月2日、中京テレビ）

### ラジオ
- MBSヤングタウン（1991年、MBSラジオ） - 根本要、笑福亭笑瓶担当期の月曜に出演[10]。
- ディスクタイム・Coco!（1994年、CBCラジオ）
- 原田さとみのドコモかしこも フリプリ・パリ（1994年 - 1995年、エフエム愛知）
- シャッチーズ・ビート（1994年 - 1995年、CBCラジオ）
- あいち子育てほっと情報局（2003年、CBCラジオ）
- LOVEARTH（2005年 - 2006年、CBCラジオ）
- ワンデークリスマス IN エアポートウォーク名古屋（2008年12月21日、MID-FM） - 同日にエアポートウォーク名古屋で行われた公開特番。たまたま同施設に買い物に来ていた際にスタッフから声を掛けられ、急遽ゲストを務めることになった[11]。

### CM・広告
- SKI PRO SHOP HIMARAYA（1992年 - 1993年、中京広域圏ローカルCM）
- NTTドコモ東海（中京広域圏ローカルCM）
- マリエール小牧（2000年、中京広域圏ローカルCM）
- ルームステーション（2000年、中京広域圏ローカルCM）
- グーホーム 広告看板（2011年 - 2012年、プロトコーポレーション） - 東海旅客鉄道（JR東海）と名古屋市営地下鉄それぞれの名古屋市内主要駅に設置[12][13]。

### 紙面
- 月刊誌『H・P』表紙モデル
- 原田さとみのくらし a ma mode（2004年 - 2005年、双双編集『はっぴーママ東海版』連載）
- さとみ日和（2006年 - 2007年、中部電力生活情報サイト『link chuden ヒネモス』連載）
- 原田さとみの in my life（2010年 - 2011年、中日新聞毎月第2金曜発行分連載）
- 原田さとみのエシカルでいきましょ（2011年 - 2013年、中日新聞毎月第1土曜発行分折込冊子『Risa』連載）
- エシカル・ライフでここちよい暮らしを！（2011年 - 2012年、プロトコーポレーション注文住宅検索サイト『グーホーム』連載）

### ビデオ
- 嘉門達夫のよくわかるシリーズ vol.1 - vol.7（1991年11月21日 - 1992年5月25日発売、代官山プロダクション/アミューズビデオ）

### ディスコグラフィ
- カラオケNo.1（嘉門達夫＆原田さとみ、1991年2月21日発売、ビクター音楽産業） - 嘉門のアルバム『宴』にも収録されている。
- DA.GA.NE（CHUBU END×SATOMI from NAGOYA、1995年4月21日発売、Epic/Sony Records） - 『ミックスパイください』で共演していた鉄崎幹人、戸井康成とともに参加。

### その他
- 針金アート展 Paris me plait（1998年） - セントラルギャラリー（セントラルパーク地下街）